# Fort Ovine
Fort Ovine / Fort Ovina obalna je utvrda koja se nalazi na Valovinama / Ovinama / Ovinenama, koja je često klasificirana kao baterija, no ta je informacija netočna. Pogled s krova je zapanjujuć. Danas se utvrda pokušava prenamijeniti. Kroz cijeli period vojnog korištenja u utvrdi je bilo skladište oružja.

## Više informacija
- Pulske fortifikacije
- Nacionalna udruga za fortifikacije Pula
- Povijest Pule
- Pula